# Biserica de lemn din Vermeș

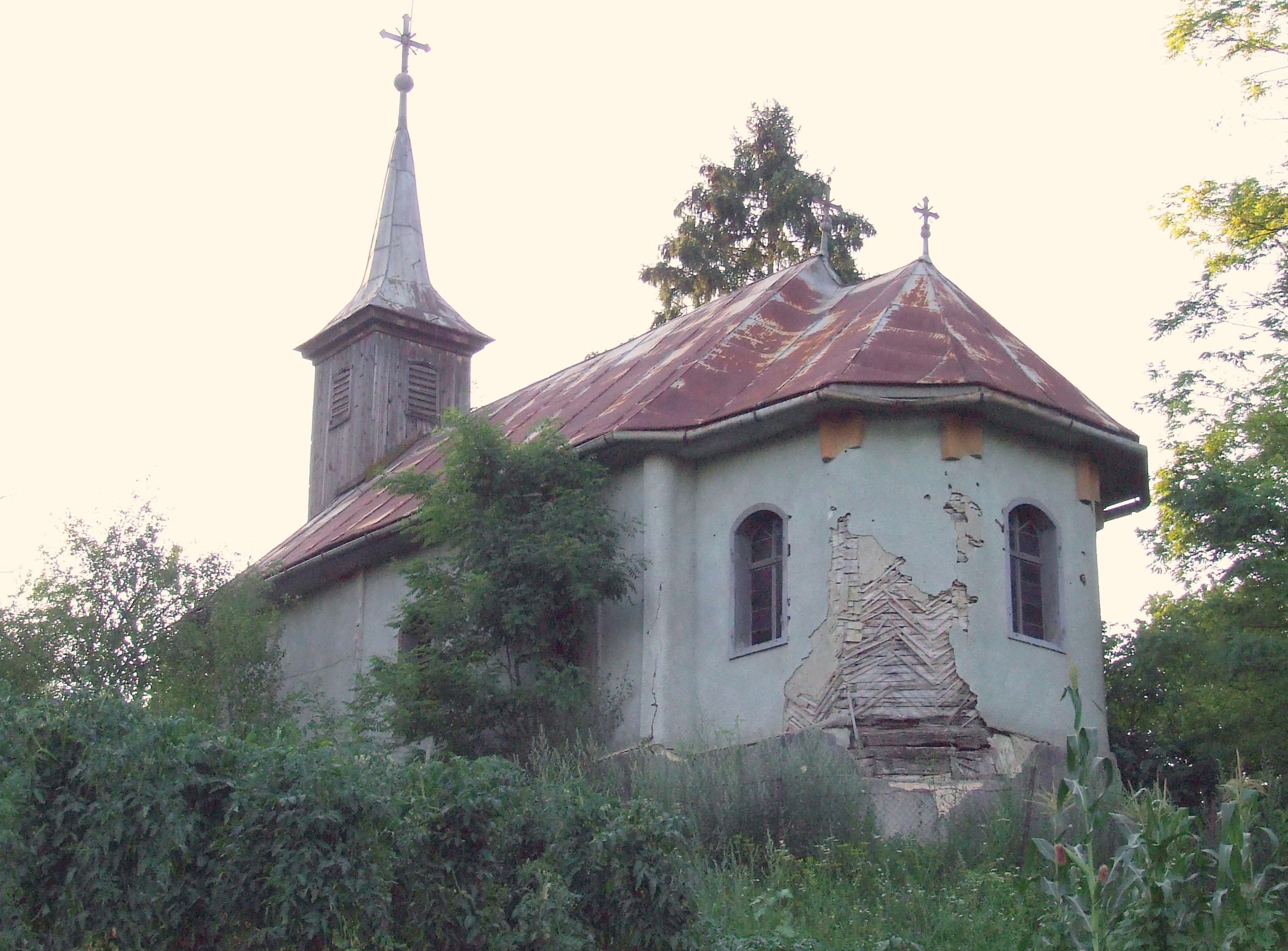
Biserica de lemn din Vermeş, județul Bistrița-Năsăud, foto: 2009.

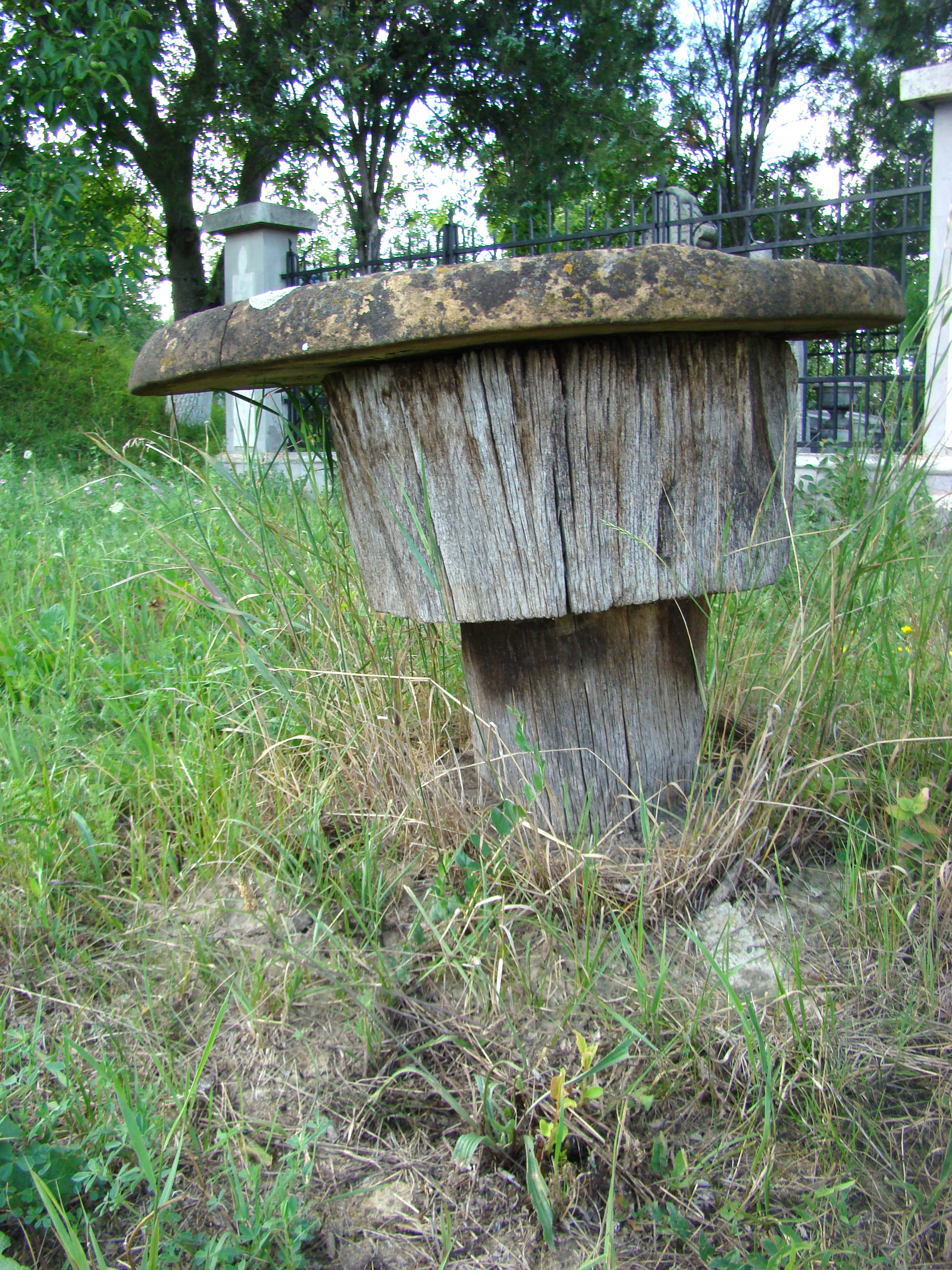
Prestolul bisericii de lemn, rămas pe amplasamentul inițial din Miceștii de Câmpie.

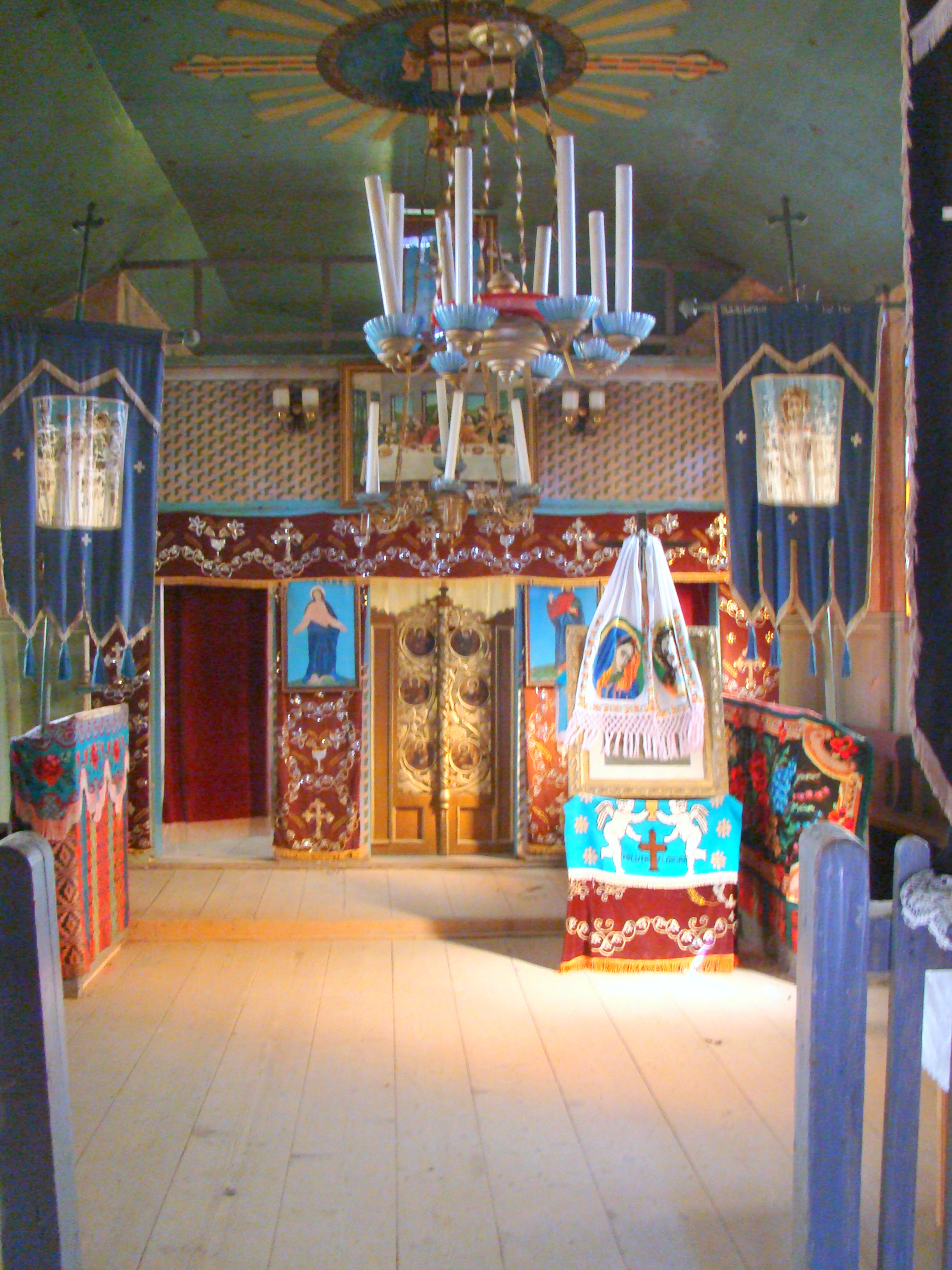
Nava spre iconostas

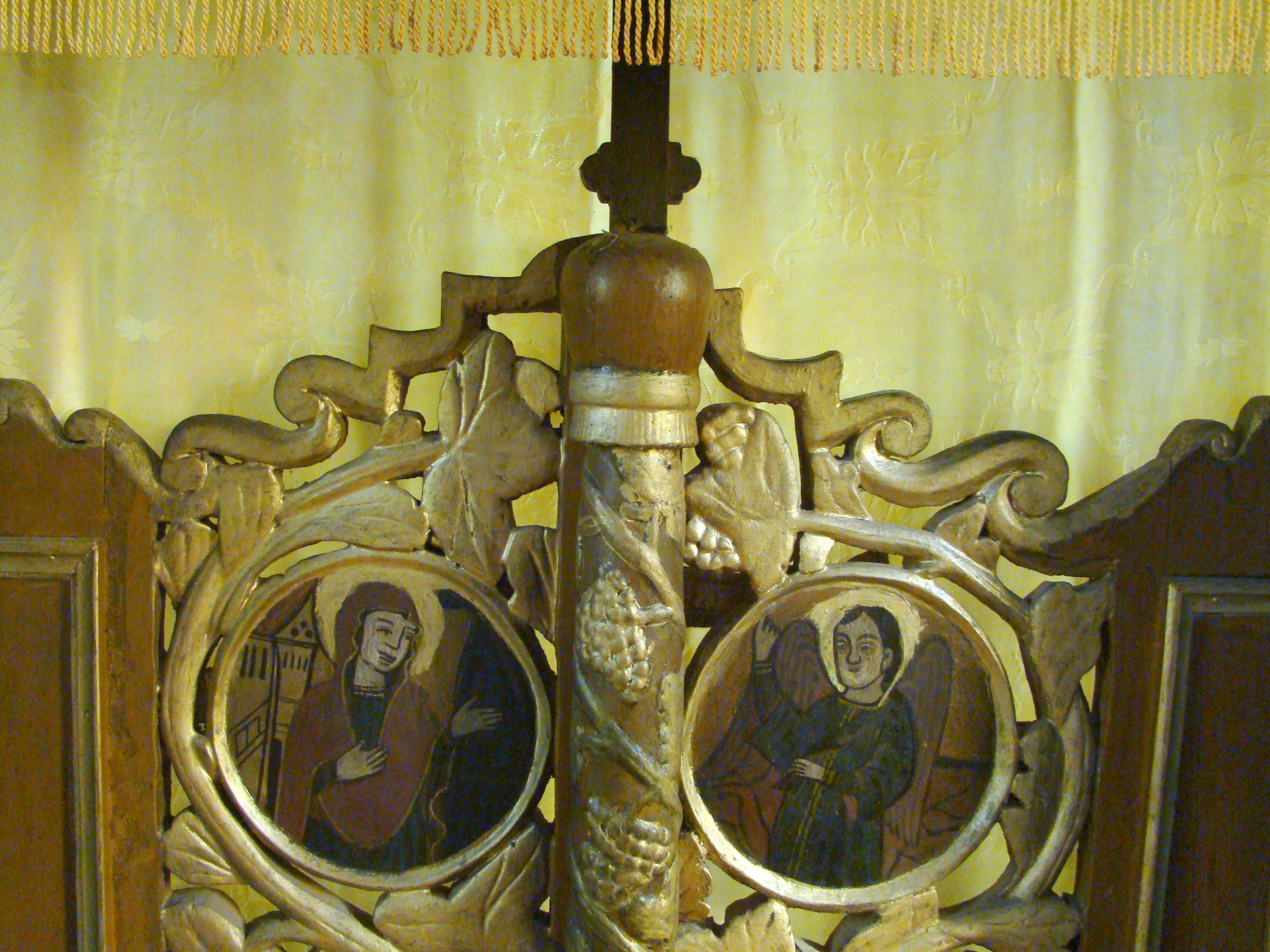
Uşile împărăteşti (detaliu)

Biserica de lemn din Vermeș a fost construită în jurul anului 1700 în localitatea Miceștii de Câmpie. În anul 1904, după ce sătenii din Micești și-au construit o nouă biserică de zid, biserica veche de lemn din fața noului lăcaș de cult, a fost donată credincioșilor ortodocși din satul Vermeș.

## Istoric și trăsături
Satul Vermeș este situat la 2 km de centrul de comună Lechința. Satul este atestat în documente pentru prima dată în 1333, sub numele de Vermus, când preotul Iacob al satului a plătit 1 ferto de argint. În 1439 satul apare sub numele de Vermes, iar în 1441 sub numele de Wermes, majoritatea locuitoriilor săi fiind sași. Prima distrugere, atestată documentar. a caselor și bisericii românilor de către sașii din Vermeș s-a petrecut în urma „Ultimatum”-ului care suna așa: „Dacă la 1 iunie (1713) se mai află case (românești) pe loc, acelea vor fi arse și prefăcute în cenușă”. Unele case și biserica au fost refăcute dar în luna mai, 1760, toți românii din sat au fost obligați să plece. Li s-a demolat și biserica și casele. După cum rezultă din acte și izvoarele nescrise, prin anul 1850 s-au așezat 10 familii de români creștini ortodocși, dar aceștia nu aveau biserică. Biserica veche de lemn, de lângă cimitir, a fost primită ca donație de la Parohia Miceștii de Câmpie în anul 1904. Între anii 1962–1963, biserica a fost renovată atât la exterior, cât și interior. Acoperișul, care inițial era din șindrilă, a fost înlocuit cu unul din tablă zincată. În prezent, biserica veche de lemn se află într-o stare avansată de degradare, având aceeași soartă cu a altor biserici de lemn, abandonate și căzute în uitare, după ce comunitățile respective și-au construit biserici noi de zid (noua biserică din Vermeș, cu hramul „Adormirea Maicii Domnului” și „Sfântul Proroc Ilie Tesviteanul”, a fost terminată în anul 2002).

## Imagini din exterior

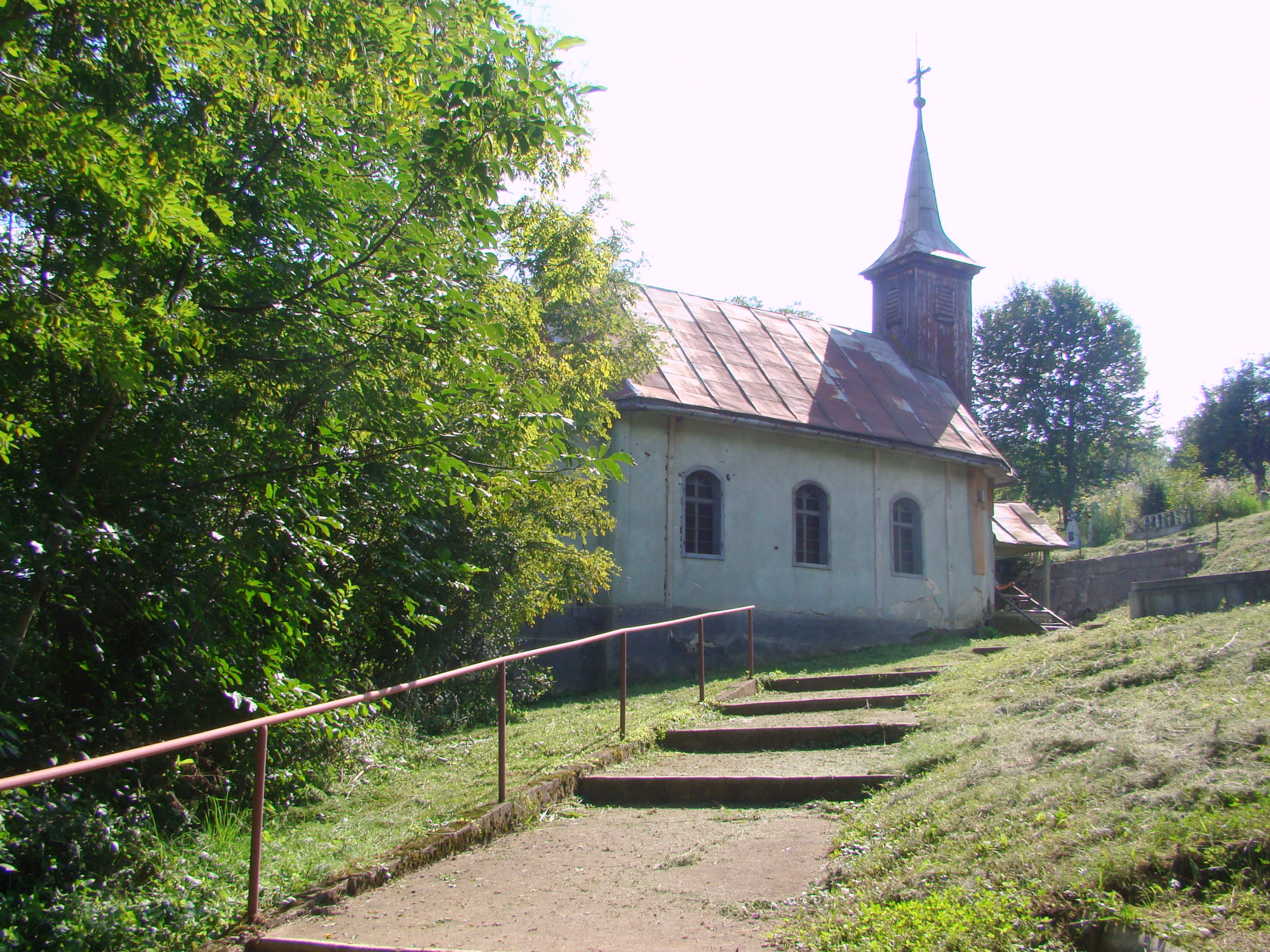
Biserica din depărtare
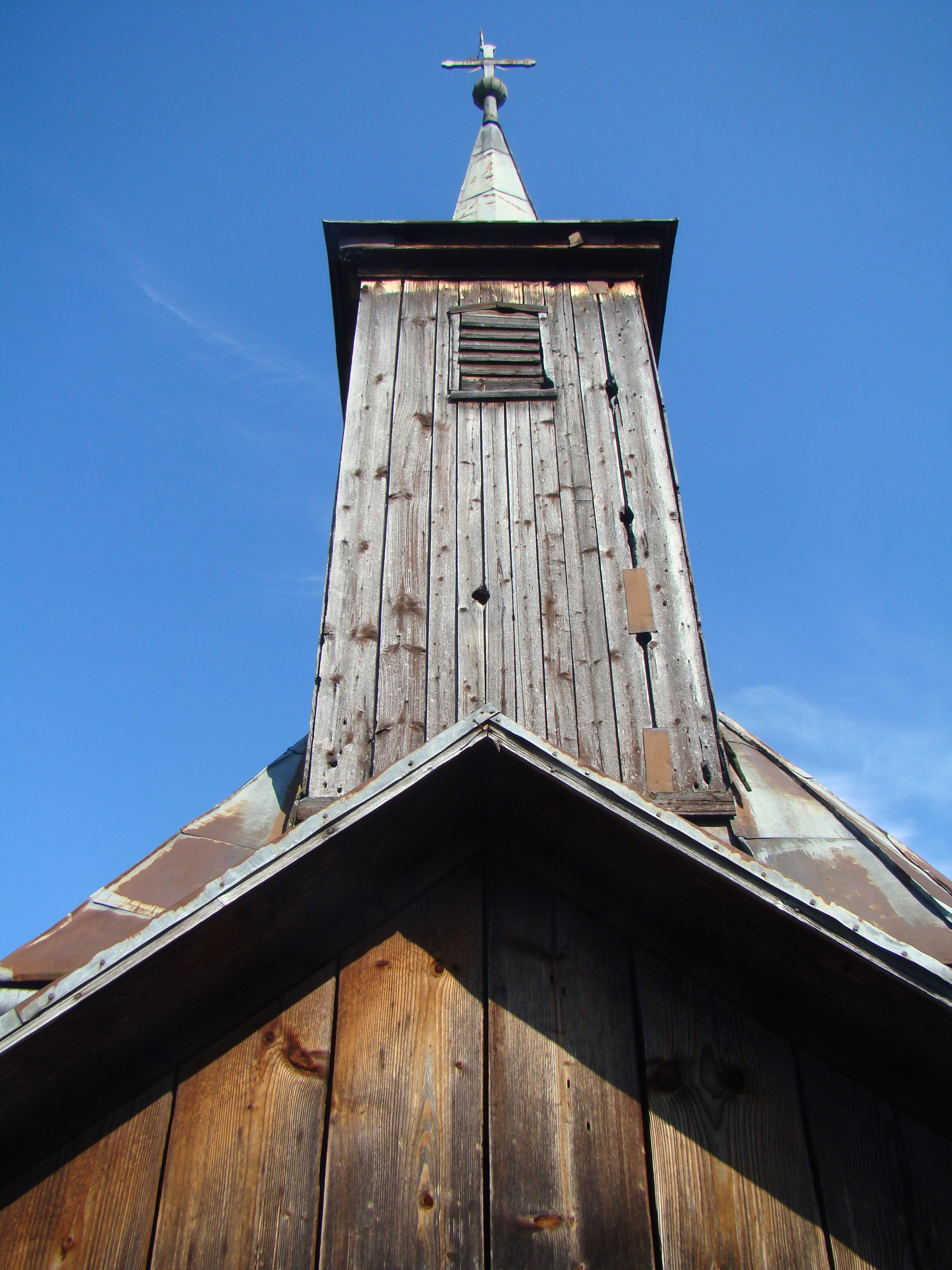
Turnul-clopotniţă
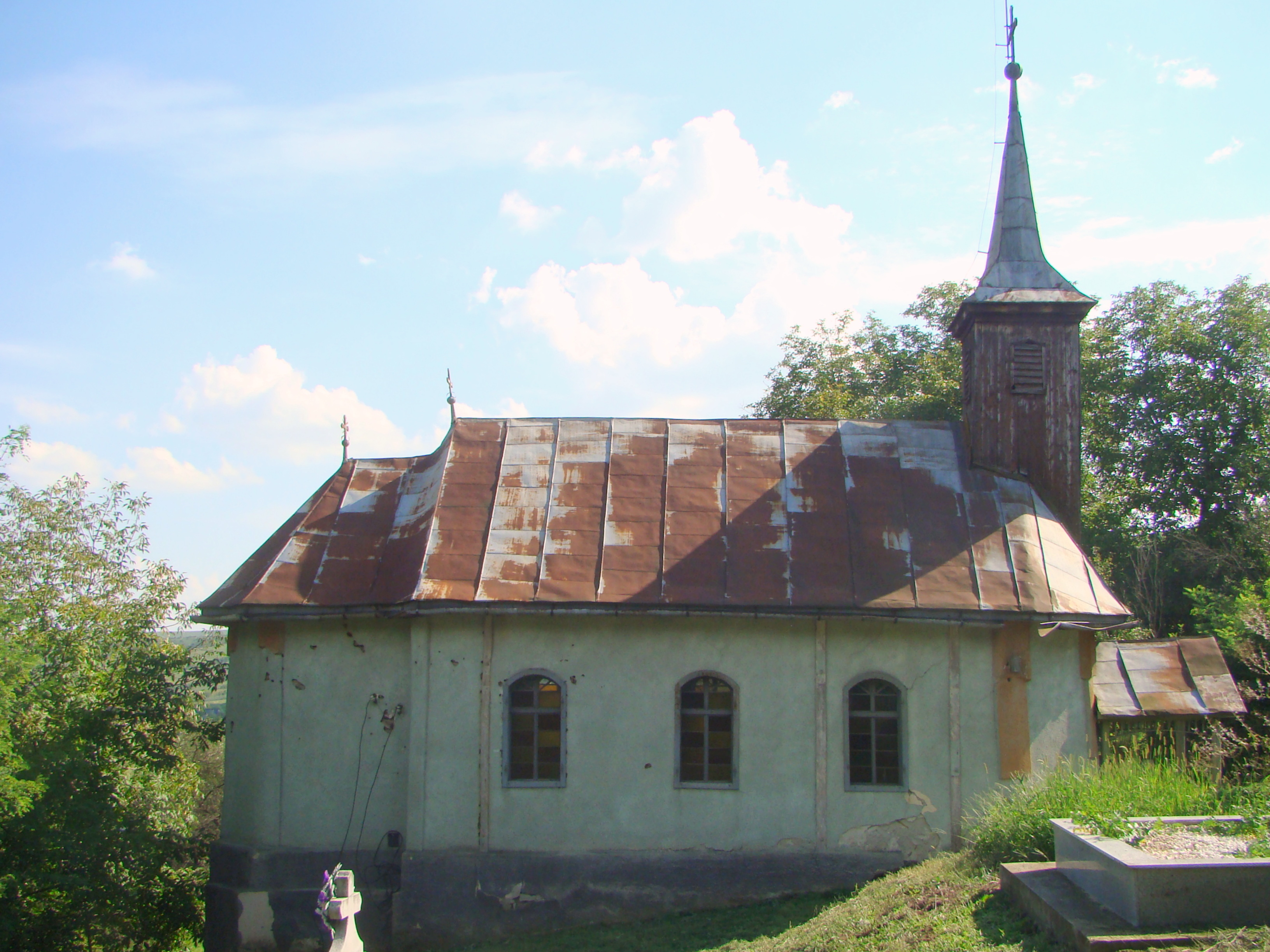
Biserica (nord)
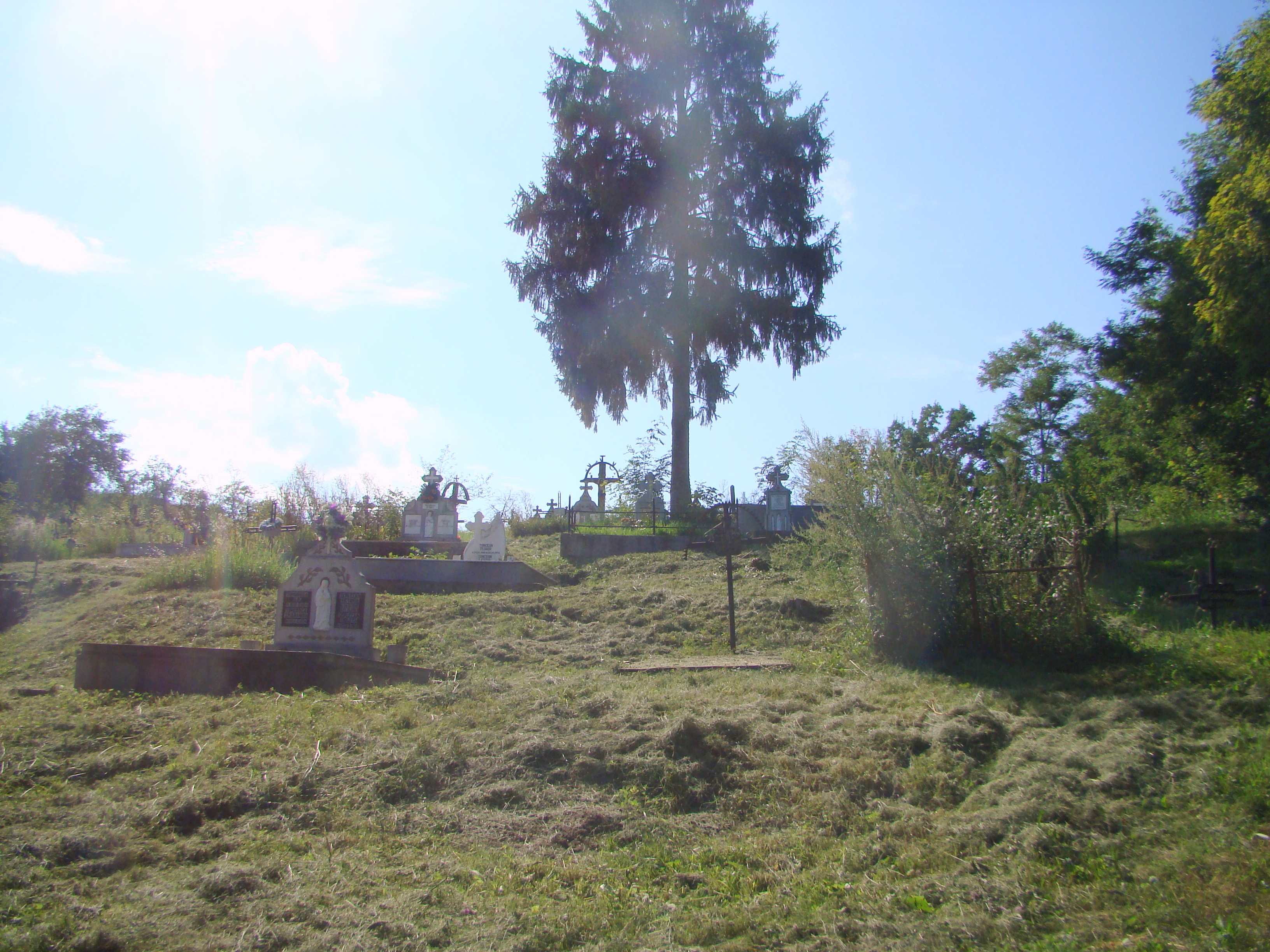
Împrejurimi

## Imagini din interior

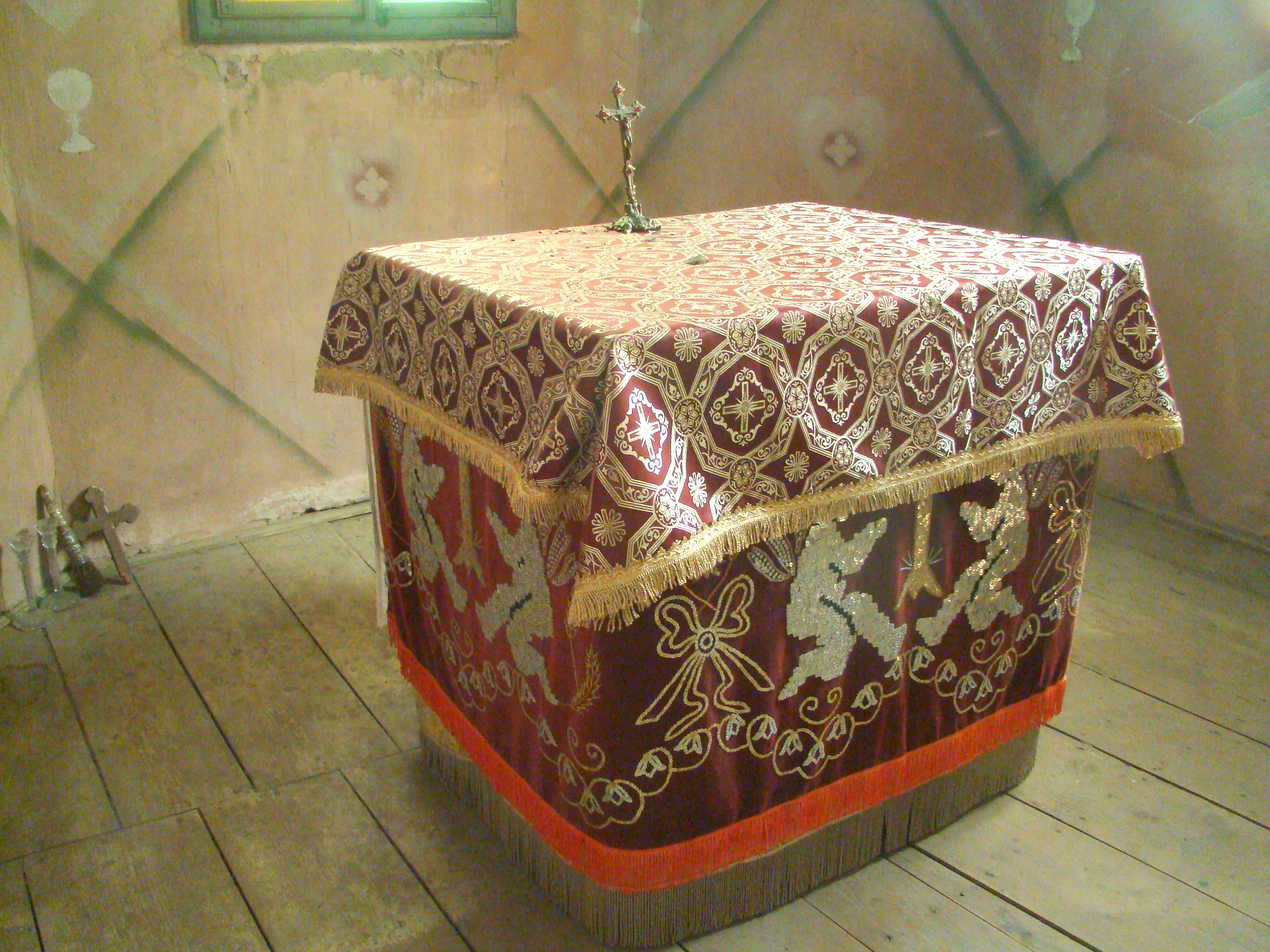
În altar
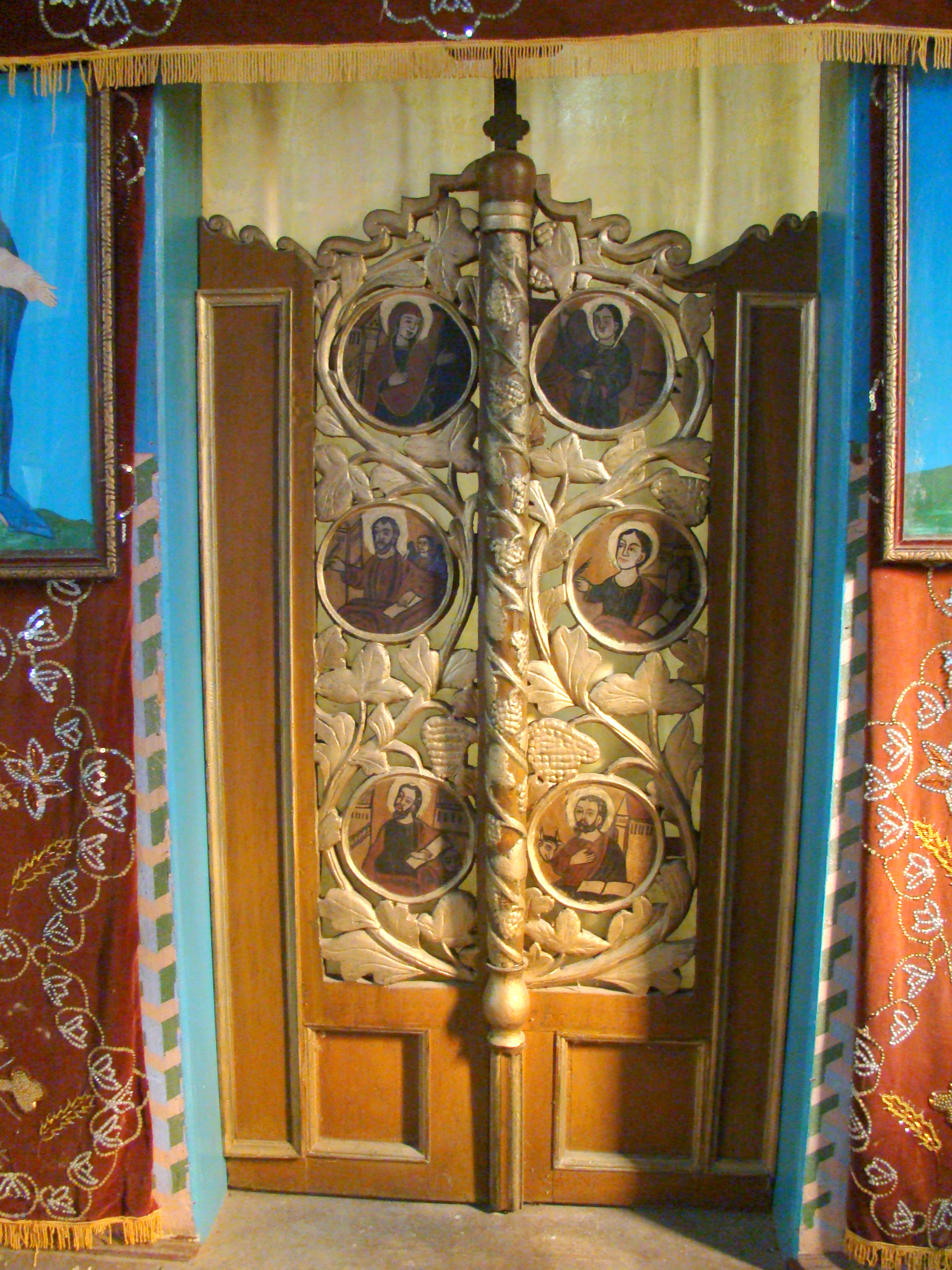
Uşile împărăteşti: „Buna Vestire”, „Evangheliștii”
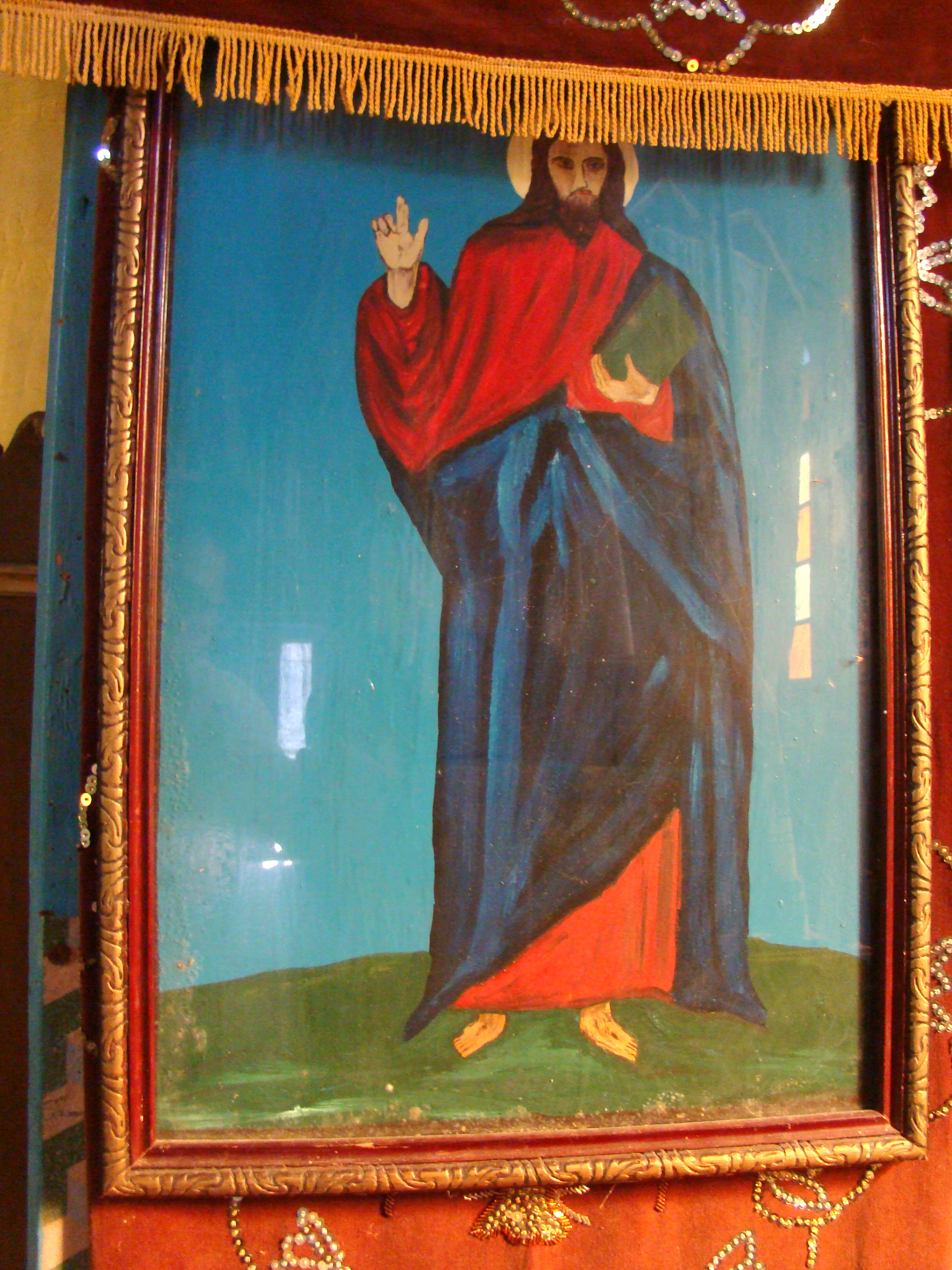
Icoană împărătească
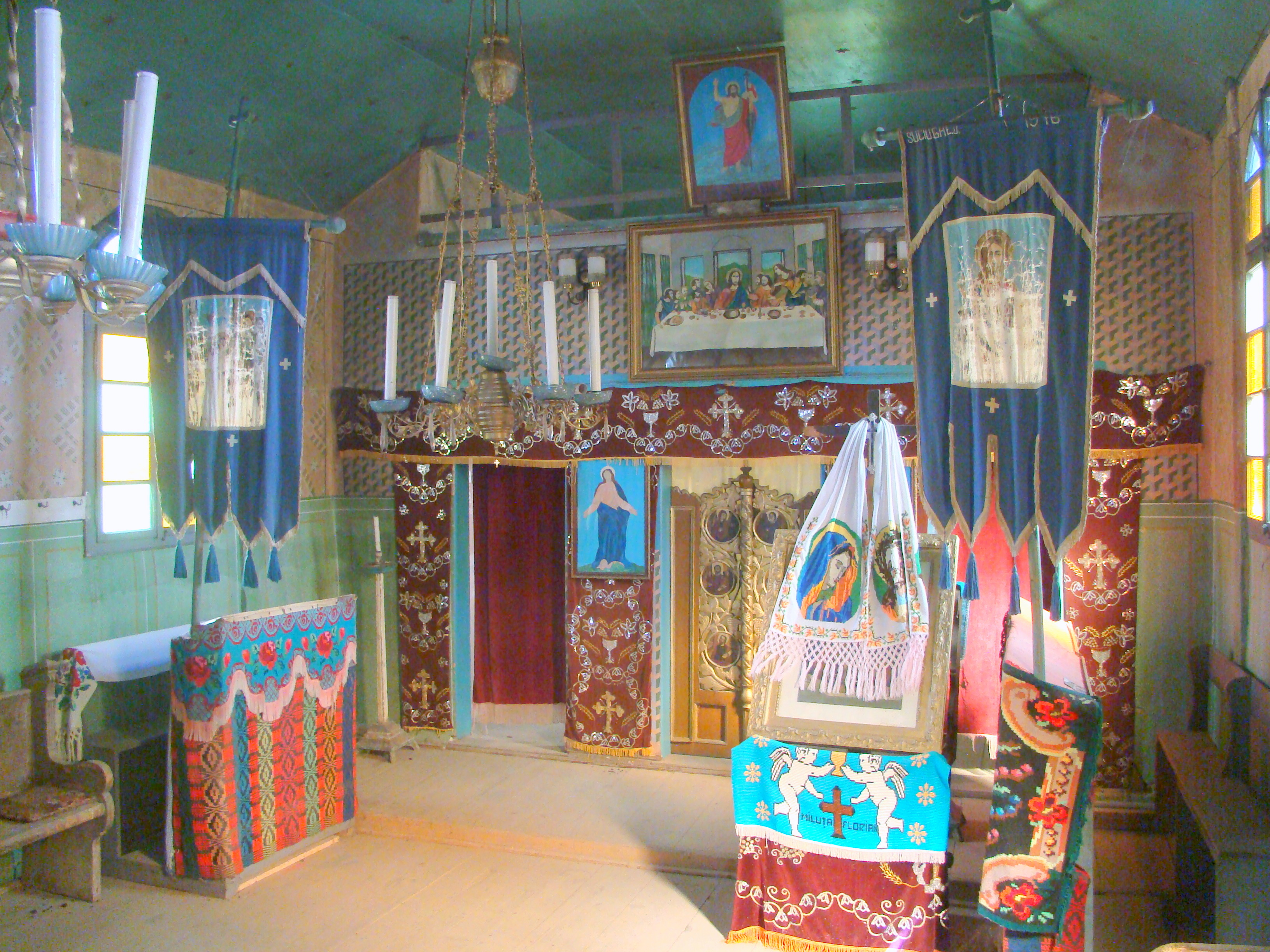
Iconostasul (vedere din lateral)
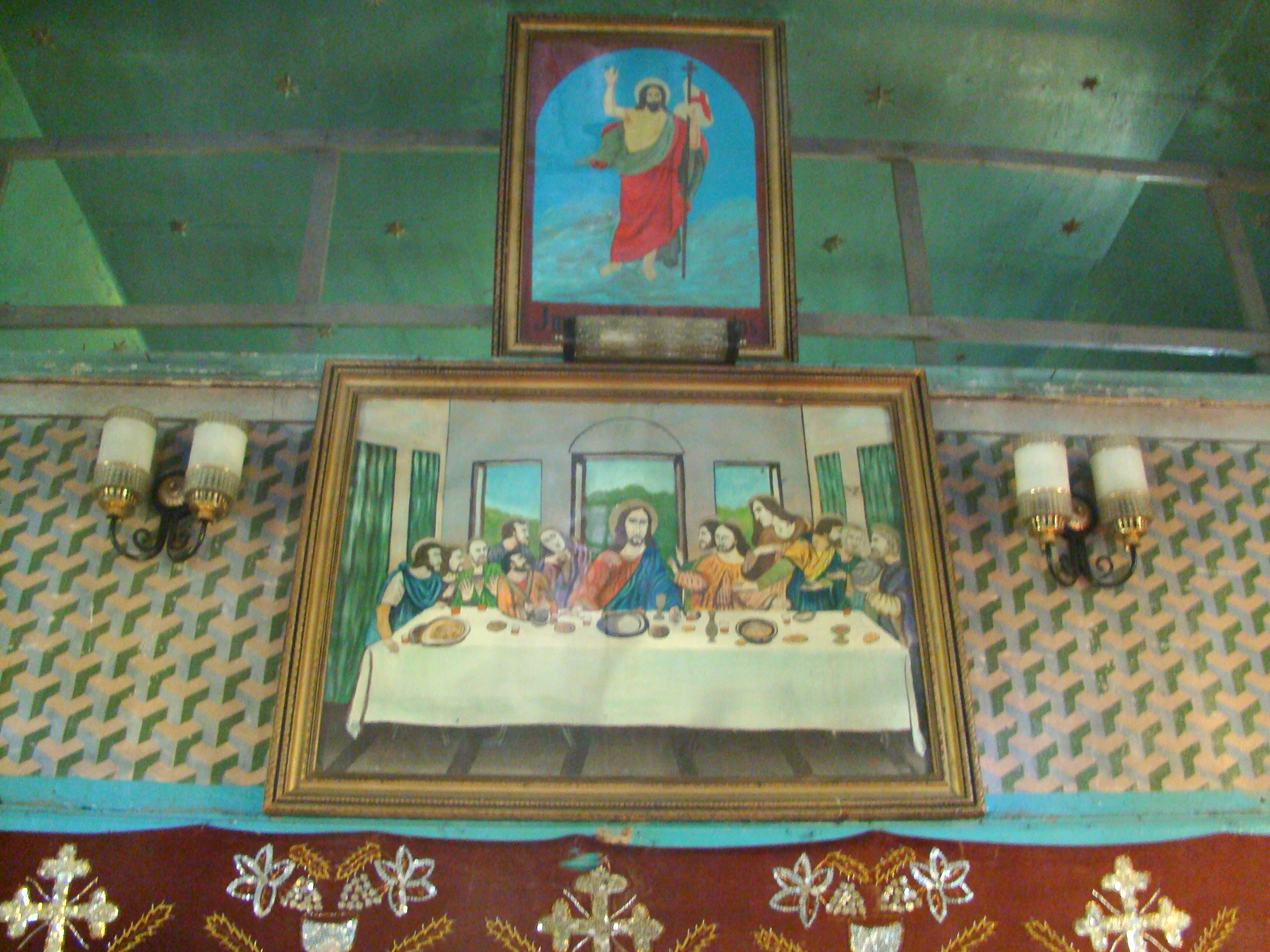
Iconostasul (detaliu)
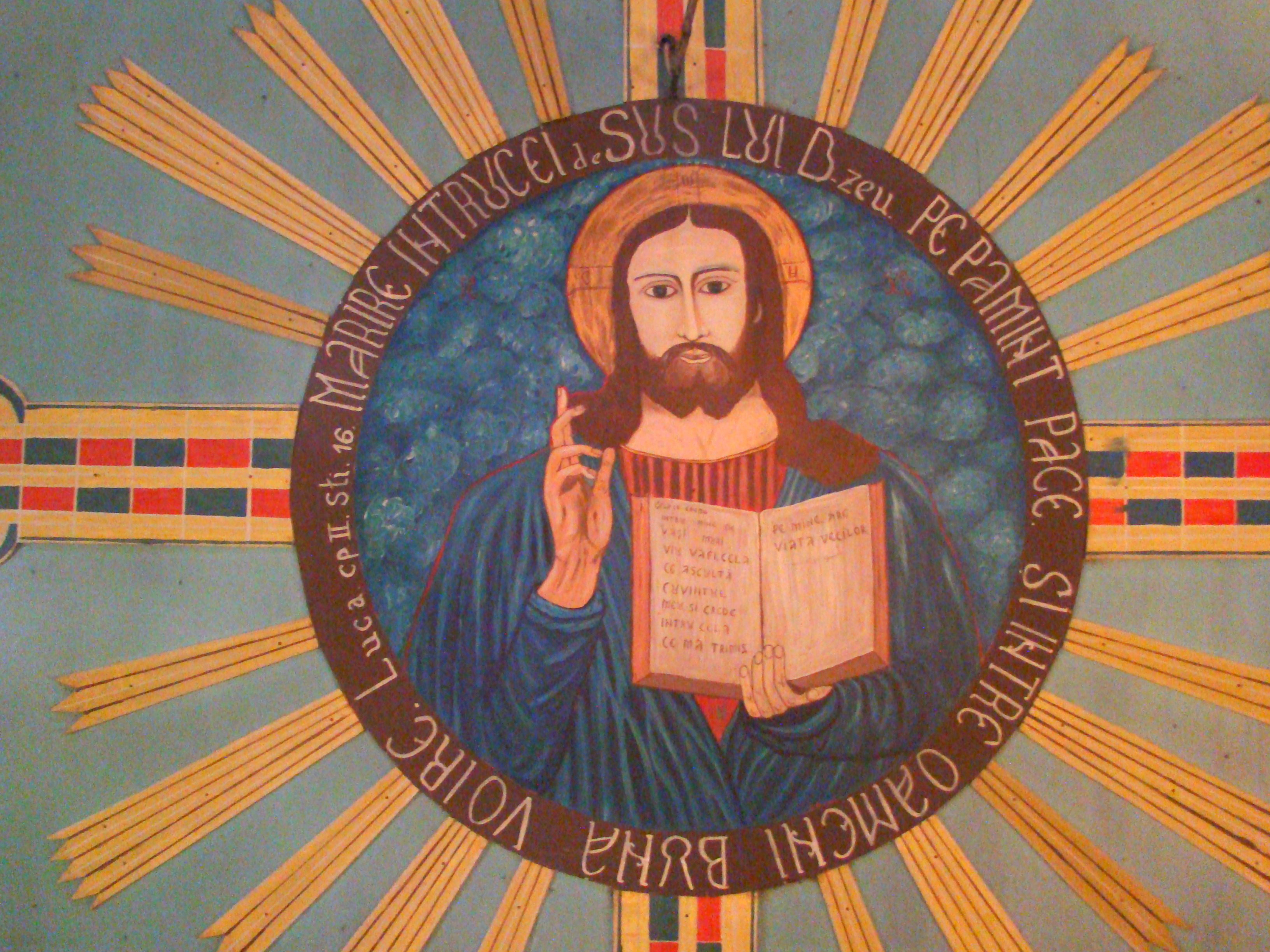
Pictura de pe boltă
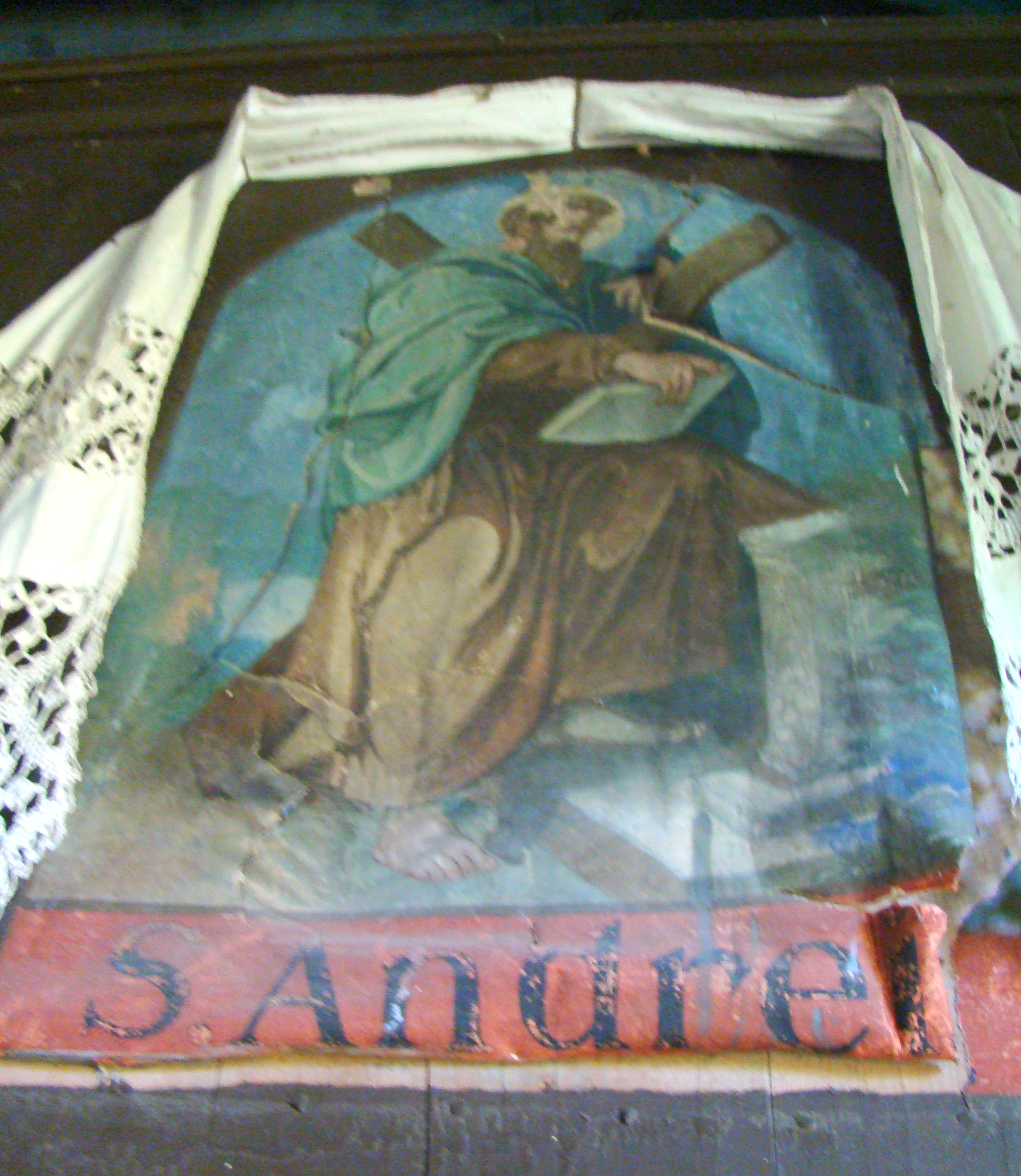
Sfântul Andrei
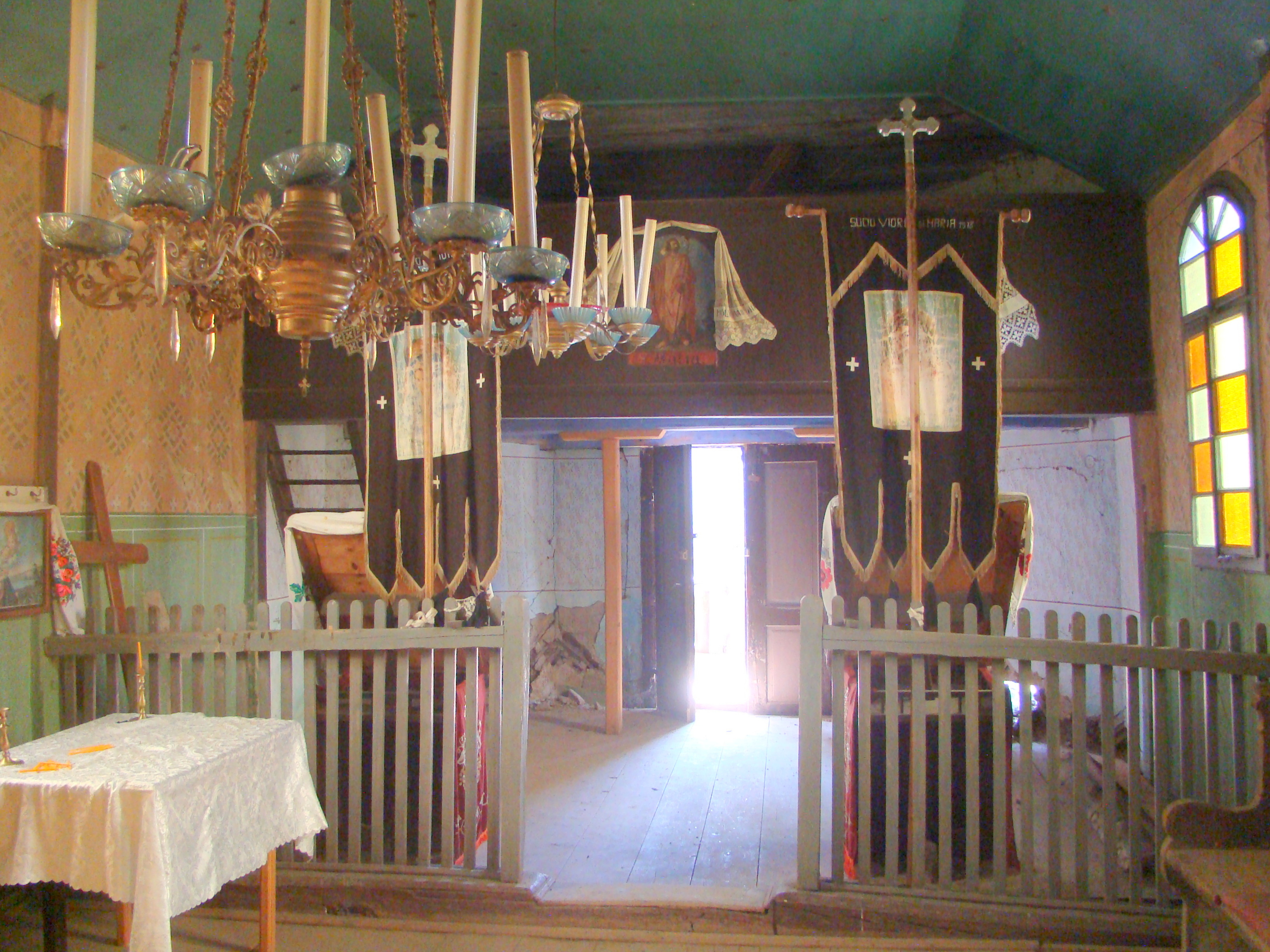
Nava spre ieşire